# Leonid Dododschonowitsch Reiman

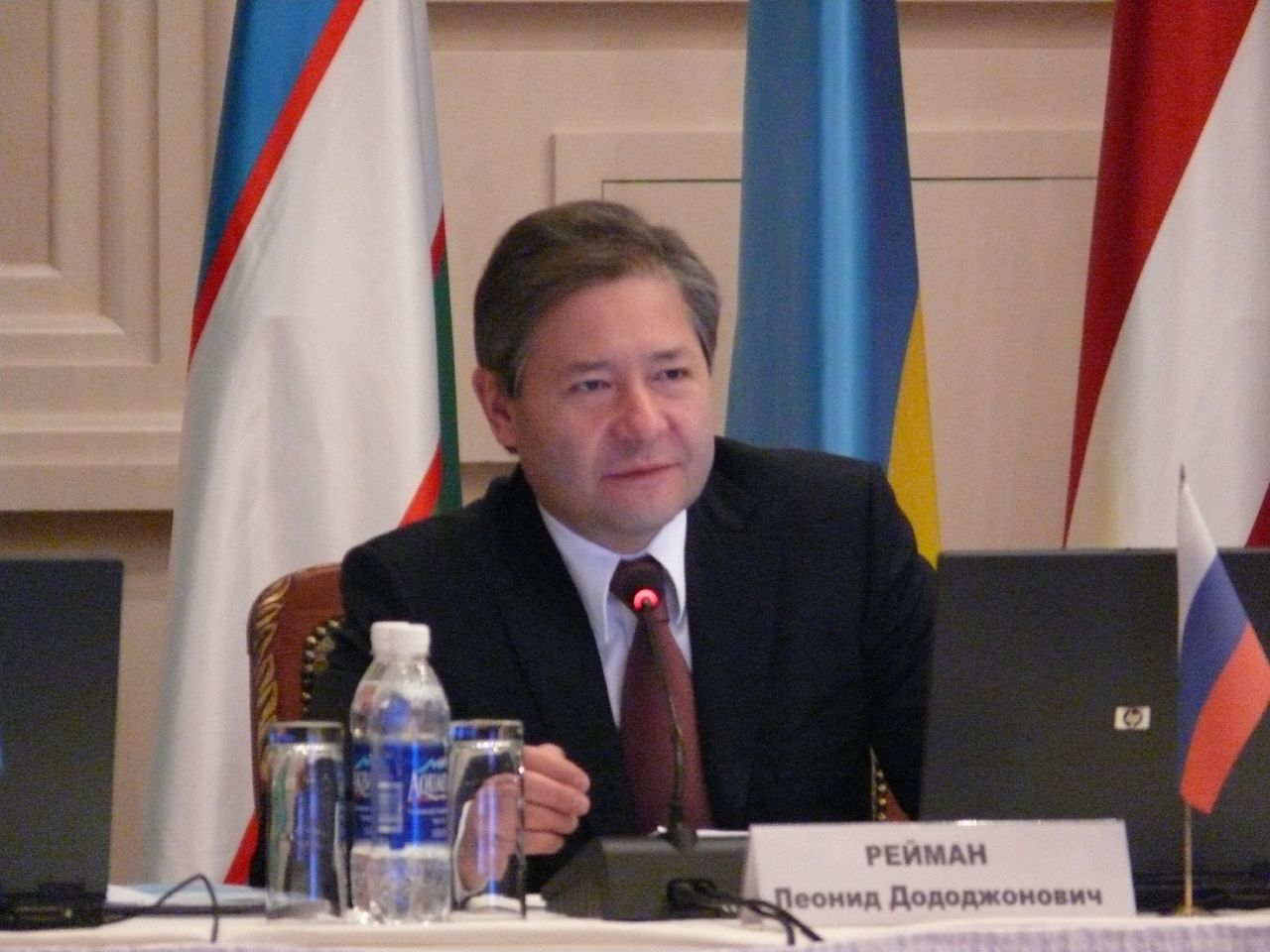
Leonid Reiman

Leonid Dododschonowitsch Reiman (russisch Леонид Дододжонович Рейман; * 12. Juli 1957 in Leningrad) ist ein russischer Geschäftsmann und Politiker. Er war von 1999 bis 2008 Minister und von 2008 bis 2010 offizieller Berater des Präsidenten der Regierung der Russischen Föderation. Er bekleidet den Rang eines Wirklichen Staatsrats 1. Klasse der Russischen Föderation.

## Leben
Reiman entstammt einer gemischt tadschikisch-deutschen Familie; er nahm den Mädchennamen seiner deutschbaltischen Mutter an. Reiman absolvierte in den 1970er Jahren ein Ingenieursstudium an der Universität für Telekommunikation in Leningrad und war Chefingenieur bei der Leningrader Telefongesellschaft.
Ab 1992 war er Vize-Chef der staatlichen St. Petersburger Telefongesellschaft. 1994 war Reiman Mitgründer des Telekommunikationsunternehmen Telecominvest und in den folgenden Jahren im sich rasch entwickelnden russischen Telekommunikationssektor beruflich tätig.
Im Juli 1999 hatte Boris Jelzin das damalige Staatliche Komitee zur Gründung der Presse aufgelöst und in zwei neue Ressorts überführt. Zum Minister für Presse, Telerundfunk und Mittel der Massenkommunikation wurde am 6. Juli 1999 Michail Lessin berufen. Reiman wurde im selben Monat Staatssekretär im Staatlichen Komitee für Telekommunikation (Gostelekom), bevor er im August 1999 zu dessen Vorsitzenden ernannt und in die russische Regierung unter Ministerpräsident Sergei Stepaschin berufen wurde. Aus Gostelekom wurde im November 1999 ebenfalls ein Ministerium und Reiman zum Minister für Vernetzung und Informatisierung.
Im Rahmen einer Neuorganisation der russischen Regierung war Reiman von März bis Mai 2004 zunächst Erster Stellvertreter des damaligen Ministers für Verkehr und Kommunikation Igor Lewitin, bevor er am 20. Mai 2004 vom seinerzeitigen Präsidenten Wladimir Putin zum Ressortchef des neugebildeten Ministeriums für Informationstechnologie und Kommunikation ernannt wurde. Reiman gilt als Vertrauter von Putin, mit dem er bereits in den 1990er Jahren in Sankt Petersburg zusammenarbeitete.
Im Zuge der Regierumsumbildung nach der Wahl von Dmitri Medwedew zum Präsidenten im Mai 2008 verlor er sein Ministeramt an Igor Schtschogolew, der zum Minister für Vernetzung und Massenkommunikation ernannt wurde. Reiman wurde offizieller Berater Dmitri Medwedews in dessen Präsidialverwaltung. Im September 2010 trat er dann von diesem Regierungsamt zurück.
Während und nach seiner Amtszeit wurde Reiman wiederholt vorgeworfen auch private Interessen im boomenden russischen Telekommunikationssektor zu verfolgen. Er soll sich bei der Privatisierung von Staatsbetrieben bereichert und Geldwäsche betrieben haben. So habe er u. a. über einen Strohmann Anteile an der Mobilfunkgesellschaft MegaFon erwerben lassen. Reiman hat diese Vorwürfe stets bestritten.
Reiman ist verheiratet und hat einen Sohn und eine Tochter.

## Ehrungen
Reiman wurde mit dem Verdienstorden für das Vaterland 4. und 3. Stufe ausgezeichnet.